# 习主席寄语
《习主席寄语》又名《堂堂正正一辈子》，是由中共中央总书记兼中共中央军委主席习近平作词，由海政歌舞团一级作曲家、中国社会音乐研究会副秘书长姜延辉作曲，并由陶紅演唱的一首曲目。

## 创作背景
这些年来，习近平总书记对青年有很多寄语，如：“志当存高远”、“全国广大青少年，要志存高远，增长知识，锤炼意志，让青春在时代进步中焕发出绚丽的光彩”等。
据《习主席寄语》的作曲者姜延辉介绍，习近平很爱写诗词，当他辗转得到这首《寄语》时，看后热血沸腾，“我不停地、一遍遍地读着读着，曲子一会就出来了”。姜延辉表示，这首歌曲是习近平总书记一生的写照，习近平能够达到今天的成就，正是因为有这正确坚定的信念——“人这一辈子都会做错事，尽量避免做傻事，坚决不能做坏事，堂堂正正一辈子”。
歌曲作成后，恰逢北京市第三十五中学在2013年的90周年校庆，时任校长朱建民与姜延辉商定后，将《习主席寄语》作为学校90周年校庆的主题曲，名为《志成学子之歌》。

## 社会影响
2015年初，《习主席寄语》在微信朋友圈受到广泛且热烈的欢迎与传播，截至1月25日，据不完全统计，已有1530个微信公众号转载此篇文章，中国大陆众多社区、学校、机关等都在学习、传唱《习主席寄语》，一些大学还做了视频在院校中播放传唱。北京市第三十五中学的学生也将在纽约联合国总部唱响《习主席寄语》。此外，为了更好地传播至海外，《习主席寄语》现已经有英文、法文等不同版本。
北京市第三十五中学校长朱建民评论称，传唱《习主席寄语》特别有利于弘扬社会主义核心价值观；《侨报》则在新闻报道中提到，来自一名美国牧师盛赞《习主席寄语》，称其表达了“整个人类的做人理念”。